# دوروثي بور تومسون
دوروثي بور تومسون (بالإنجليزية: Dorothy Burr Thompson)‏ هي عالمة آثار أمريكية، ولدت في 19 أغسطس 1900 في فيلادلفيا في الولايات المتحدة، وتوفيت في 10 مايو 2001 في هايتستاون في الولايات المتحدة بسبب مرض.